# Казки сорока візирів
Казки́ сорока́ візи́рів (тур. Kırk Vezir Hikâyeleri) — популярний турецький збірник зі 112 казок, об'єднаних рамковою повістю; зразок середньовічної літератури, близький до фольклору. 
Уклав «Казки сорока візирів» Шейх-Заде (Ахмед Мисирі) для султана Мурада II (1421—1451). З переднього слова випливає, що за оригінал для турецької версії правила на тепер втрачена і невідома арабська редакція, озаглавлена: «Повість 40 ранків і 40 вечорів»; причому існувала вона, найімовірніше, раніше XIV століття, адже п'ята оповідка 10-го дня збірки Боккаччо (1313—1375) є дуже близькою до однієї з «Казок 40 візирів», а оскільки цих останніх на той час ще не було, то припускають, що джерелом для Боккаччо слугувала арабська редакція «40 ранків і 40 вечорів».
Прабатьківщиною ж казок, з яких складається збірка, традиційно називають Індію.
Оповідки з книги поширилися і як фольклор, — їх розповідали в середовищі простого турецького народу, куди вони потрапили, вочевидь, з літературної пам'ятки.
В Європі «Казки сорока візирів» стали відомі завдяки повному німецькому перекладу, здійсненому, з примітками і коментарями Вальтером Бернгауером (Лейпциг, 1851). На початку XVIII століття окремі тексти з книги переказав по-французьки Петі де ля Круа, а з французької був зроблений англійський переклад. Російською ще всередині ХІХ століття В. Григор'єв переклав казку про хитру дружину двох чоловіків, згодом у дореволюційний час В. Д. Смірнов оригінальні тексти казок включив до своїх зібрань «Образцовые произведения османской литературы» (СПб., 1891) і «Образцовые произведения османской литературы в извлечениях и отрывках» (СПб., 1903). Уже в радянський час 3 казки із зазначеної вище праці в перекладі Р. Іванової було включено в антологію казок народів Сходу.